# Халитов, Зинур Шагабутдинович
Зинур Шагабутдинович Халитов (30 ноября 1951 года, рудник Хапчеранга, Читинская область, СССР — 7 октября 1990 года, пик Манаслу, Гималаи, Непал) — советский и казахстанский альпинист. Мастер спорта СССР международного класса (1989), Заслуженный мастер спорта СССР (1989), «Снежный барс» (1987), Чемпион и призёр СССР и чемпионатов ВС СССР.
Награждён медалью «70 лет ВС СССР» и орденом «За личное мужество» (1989).

## Биография
Родился на руднике Хапчеранга в Киринском районе Читинской области. Инженер-механик, военнослужащий, жил в Алма-Ате.
Альпинизмом начал заниматься с 1969 в алма-атинском «Локомотиве» у Станислава Петровича Бергмана. После успешного восхождения на пик Ленина в 1979 году (первый высотный опыт) Зинур Халитов вместе с ребятами по секции Юрием Моисеевым и Валерием Андриенко получают предложение от Ерванда Ильинского — тренера команды альпинистов и скалолазов САВО — перейти к нему. После долгих и тяжёлых размышлений спортсмены расстались со своим тренером и перешли в команду армейцев: у них были все возможности организовывать экспедиции для серьёзных восхождений.
Зинур Халитов имел квалификацию инструктора-методиста 1-й категории. Был КМС по скалолазанию.
В 1990 году был старшим тренером зимнего сбора Госкомспорта Казахстана на пик Победы (7 439 м), на вершину поднялось пять человек. Зинур Халитов поднялся до 7100 м на следующий день. Из-за урагана и сильного мороза восхождение пришлось прекратить.
В 1988 году был председателем спортивно-технической комиссии президиума ФА Казахстана.
С 1982 по 1989 года совершил 10 восхождений по маршрутам высшей категории трудности.
Окружающие называли Зинура Валерой. У него также было прозвище «Татарин».

## Значимые восхождения
- 1982 год — пик Победа по северной стене, 6Б к.тр., первопрохождение — 2-е место в Чемпионате СССР.
- 1984 год — пик Зиндон по центру северной стены 6Б к.тр. — 1-е место на чемпионате ВС СССР.
- 1984 год — пик Замин Карор, 1-я западная вершина по северо-западной стене, 6Б к.тр.
- 1984 год — пик Энгельса по центральному контрфорсу северо-восточной стены, 6Б к.тр.
- 1984 год — пик Ленина с юга.
- 1985 год — пик Казыл-Аскер по северо-западной стене, 6Б к.тр., первопрохождение.
- 1985 год — пик Хан-Тенгри по юго-западному контрфорсу, 6Б к.тр.
- 1986 год — пик Коммунизма, первое зимнее восхождение.
- 1986 год — пик А.Блока по западной стене, 6Б к.тр.
- 1988 год — траверс пиков Важа-Пшавелы — Победа — Военных Топографов , 6Б к.тр. (в группе К. Валиева, тренировочное восхождение Сборной команды СССР перед выездом в Гималаи).
- 1989 год — в составе Второй гималайской экспедиции 16 апреля поднялся на Главную вершину Канченджанги (8586м) без кислорода; 1 и 2 мая прошел траверс четырёх вершин массива Канченджанги с юга: Южная (8 441 м), Средняя (8 478 м), Главная и Западная (Ялунг-Канг, 8 505 м). На Южную вершину поднялся без кислорода[1].
- 1990 год — прошёл траверс подковы ледника Южный Инылчек — Победа — Хан-Тенгри, 15 вершин за 14 дней. Руководитель: Валерий Хрищатый. 1-е место в Чемпионате СССР[2].

## Обстоятельства гибели
Зинур Халитов погиб 7 октября 1990 года вместе со своими товарищами по связке Григорием Луняковым и Маратом Галиевым при попытке восхождения на пик Манаслу (8 156 м), первопрохождение по юго-восточной стене. При обработке маршрута на высоте 7 400 метров произошёл срыв.
Из книги Валерия Хрищатого «Мы растворяемся в стихии»: 
«Осенью того 1990 года только что совершившие фантастический траверс, ребята отправились в Гималаи на Манаслу (8 156 м). В команде их было восемь: Казбек Валиев — руководитель, Мурат Галиев, Виктор Дедий, Григорий Луняков, Зинур Халитов, Валерий Хрищатый, Андрей Целищев и врач Валентин Макаров. Осуществлялось первопрохождение стенного маршрута, в альпийском стиле (без организации промежуточных лагерей), без применения кислорода. Они, асы, шли мощно. Уже позади остался сложный ледопад Манаслу, где невозможна надежная страховка. Прошли его, вытянув за собой грузы. 7-го октября завершали обработку верхней части стены на высоте 7 400 метров Зинур Халитов, Григорий Луняков и Мурат Галиев. Совсем чуть-чуть оставалось до более простого пути к вершине… Но произошел срыв. Зинур, Гриша и Мурат погибли. Товарищи похоронили их здесь, на недоступной высоте».
В июне 2005 года казахстанские альпинисты Владимир Сувига, Валерий Шаповалов и Наталья Скороходова установили на тропе к базовому лагерю пика Манаслу мемориальную доску альпинистам, погибшим при восхождении на эту вершину.